# Stefano Ghirardini
Stefano Ghirardini (anche Gherardini) (Bologna, 1696 – Bologna, 1756) è stato un pittore italiano.

## Biografia

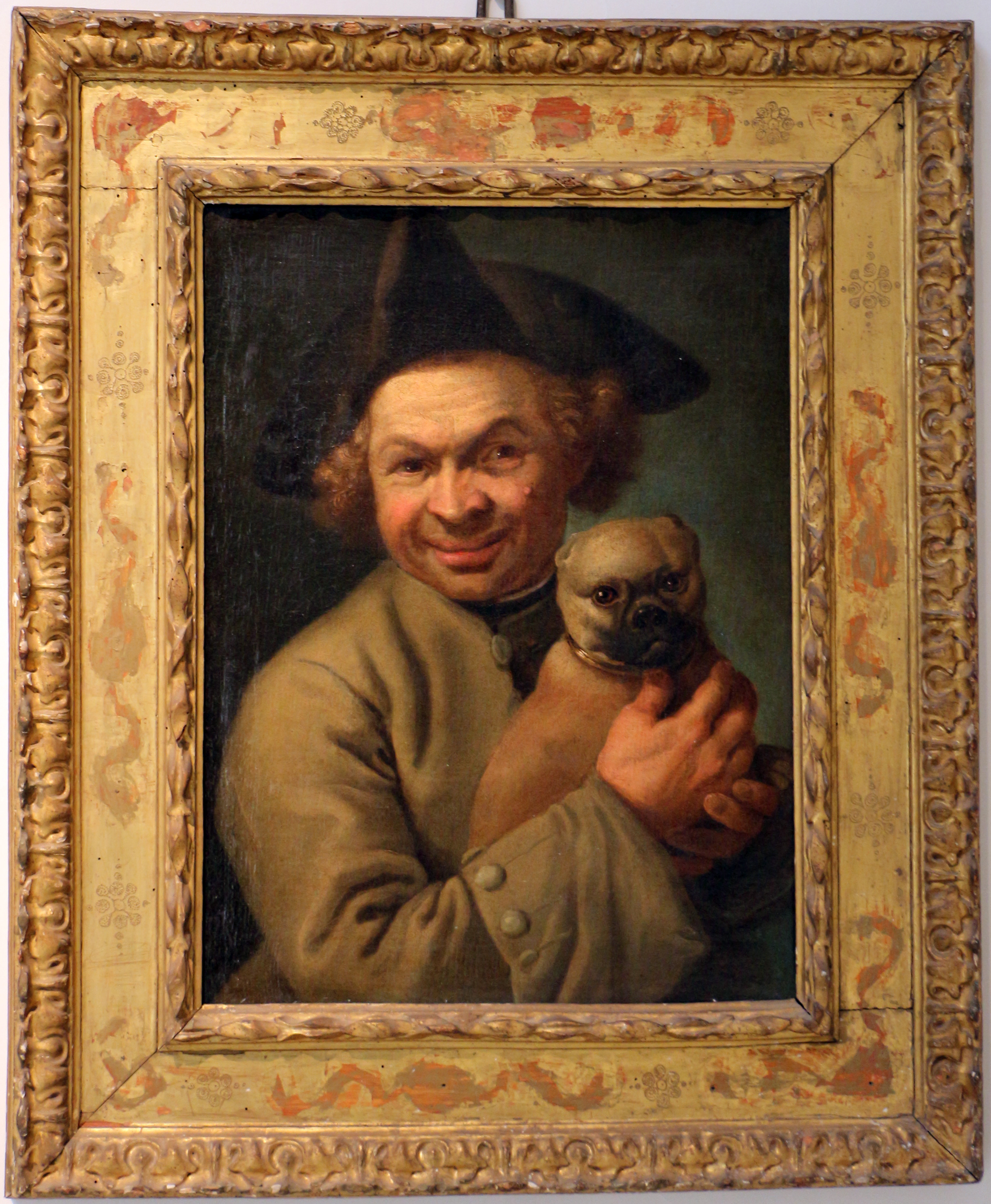
Uomo con cane in braccio, Bologna, Pinacoteca Nazionale

Allievo di Giuseppe Gambarini, si dedicò soprattutto a scene di genere, imitando il suo maestro, col quale venne spesso confuso fino alla individuazione di un dipinto firmato e datato 1739, ora nella collezione Bargellesi a Ferrara.
Il nucleo raccolto attorno a quest'opera rivela come il pittore utilizzi invenzioni del Gambarini accostandole in nuove composizioni dove adotta una materia pittorica veloce e brillante.